# Osorno la Mayor
Osorno la Mayor es un municipio y localidad de España, en la comarca de Tierra de Campos, provincia de Palencia, comunidad autónoma de Castilla y León. Cuenta con una población de 1190 habitantes (INE 2024).

## Geografía
- Tiene una superficie de 89,16 kilómetros cuadrados y una población de 1455 habitantes (INE 2011).
- Está muy bien comunicada por carretera gracias a la Autovía Camino de Santiago y la Autovía Cantabria-Meseta. También cuenta con estación de ferrocarril en la línea Palencia–Santander.

El término municipal de Osorno la Mayor se compone de los núcleos de población de Osorno (villa titular), Santillana de Campos, Villadiezma y Las Cabañas de Castilla
Se sitúa en el límite oriental de la provincia, a 50 km de la capital, dentro de la comarca de Tierra de Campos. Se considera cruce de caminos, al verse enclavado en la trayectoria natural de paso de la meseta norte al Cantábrico y de Burgos hacia León y Galicia.

### Hidrografía
El ámbito norte de Osorno está regado por las aguas del río Valdavia (o río Abánades) y del Boedo
También es de destacar el Río Vallarna, que riega las llanuras en el sur de todo el municipio, y da nombre a una mancomunidad de servicios municipales.
De norte a sur, los campos del municipio son cruzados por el Canal de Castilla que en esta localidad tenía enclavada la esclusa número 15 de su ramal norte. De las construcciones que acompañaban a ésta no quedan sino vestigios tras su demolición antes de que dicha obra fuera declarada como protegida por su carácter histórico.

### Clima
Osorno la Mayor tiene un clima Csb (templado con verano seco y templado) según la clasificación climática de Köppen.
| Parámetros climáticos promedio de Osorno la Mayor en el periodo 1961-2003 | Parámetros climáticos promedio de Osorno la Mayor en el periodo 1961-2003 | Parámetros climáticos promedio de Osorno la Mayor en el periodo 1961-2003 | Parámetros climáticos promedio de Osorno la Mayor en el periodo 1961-2003 | Parámetros climáticos promedio de Osorno la Mayor en el periodo 1961-2003 | Parámetros climáticos promedio de Osorno la Mayor en el periodo 1961-2003 | Parámetros climáticos promedio de Osorno la Mayor en el periodo 1961-2003 | Parámetros climáticos promedio de Osorno la Mayor en el periodo 1961-2003 | Parámetros climáticos promedio de Osorno la Mayor en el periodo 1961-2003 | Parámetros climáticos promedio de Osorno la Mayor en el periodo 1961-2003 | Parámetros climáticos promedio de Osorno la Mayor en el periodo 1961-2003 | Parámetros climáticos promedio de Osorno la Mayor en el periodo 1961-2003 | Parámetros climáticos promedio de Osorno la Mayor en el periodo 1961-2003 | Parámetros climáticos promedio de Osorno la Mayor en el periodo 1961-2003 |
| Mes | Ene.                                                                      | Feb.                                                                      | Mar.                                                                      | Abr.                                                                      | May.                                                                      | Jun.                                                                      | Jul.                                                                      | Ago.                                                                      | Sep.                                                                      | Oct.                                                                      | Nov.                                                                      | Dic.                                                                      | Anual                                                                     |
| --- | ------------------------------------------------------------------------- | ------------------------------------------------------------------------- | ------------------------------------------------------------------------- | ------------------------------------------------------------------------- | ------------------------------------------------------------------------- | ------------------------------------------------------------------------- | ------------------------------------------------------------------------- | ------------------------------------------------------------------------- | ------------------------------------------------------------------------- | ------------------------------------------------------------------------- | ------------------------------------------------------------------------- | ------------------------------------------------------------------------- | ------------------------------------------------------------------------- |
| Temp. media (°C) | 3.3                                                                       | 5.1                                                                       | 8.1                                                                       | 9.1                                                                       | 13.0                                                                      | 17.3                                                                      | 21.1                                                                      | 21.2                                                                      | 17.6                                                                      | 12.3                                                                      | 7.0                                                                       | 4.1                                                                       | 11.6                                                                      |
| Precipitación total (mm) | 54.2                                                                      | 43.0                                                                      | 35.2                                                                      | 52.0                                                                      | 54.7                                                                      | 39.5                                                                      | 23.9                                                                      | 21.3                                                                      | 37.7                                                                      | 55.2                                                                      | 57.3                                                                      | 55.1                                                                      | 529.0                                                                     |
| Fuente: Ministerio de Agricultura, Alimentación y Medio Ambiente. Datos de precipitación para el periodo 1961-2003 y de temperatura para el periodo 1977-2003 en Osorno la Mayor 5 de octubre de 2012 |                                                                           |                                                                           |                                                                           |                                                                           |                                                                           |                                                                           |                                                                           |                                                                           |                                                                           |                                                                           |                                                                           |                                                                           |                                                                           |

## Toponimia
Según los estudios de Sara Rodicio García en su libro Osorno y su condado, el señorío y el condado de Osorno, existen tres referencias a Osorno:
- Osorno Escabarrilla o Formiguero, pues ambos indican lugar donde nacen retamas, “formigo” en otras de sus formas, hormigo y formigón, es el nombre de una planta descrita como retama o popularmente como escobas, de donde deriva “Escobarrilla”, sería el actual Osorno
- Osorno de Torrontero o lugar de corrientes de agua, que corresponde al actual Osornillo

Y en otro plano se habrá de situar el rasgo recogido en la denominación “Osorno de Escarcilla”, que tampoco puede convenir a uno de los dos núcleos de población (Osorno y Osornillo), como a un tercer situado no obstante en su mismo ámbito topográfico; se aludiría con ella a la situación, bien junto a la vía romana o bien incluso en las proximidades del Camino de Santiago o en uno de los posibles desvíos; pues “escarcela” es bolsa de origen romano suspendida del cinto, en particular la que en los primeros siglos del Medievo usaban los peregrinos 
En el siglo XV se acuñó los sobrenombres de “La Mayor” y “La Menor” para Osorno y Osornillo respectivamente.
En los años setenta se recupera el sobrenombre “La Mayor” al fusionarse con los ayuntamientos de Las Cabañas de Castilla, Santillana de Campos y Villadiezma, que junto a la población de Osorno, forman el Ayuntamiento de Osorno la Mayor.

## Historia

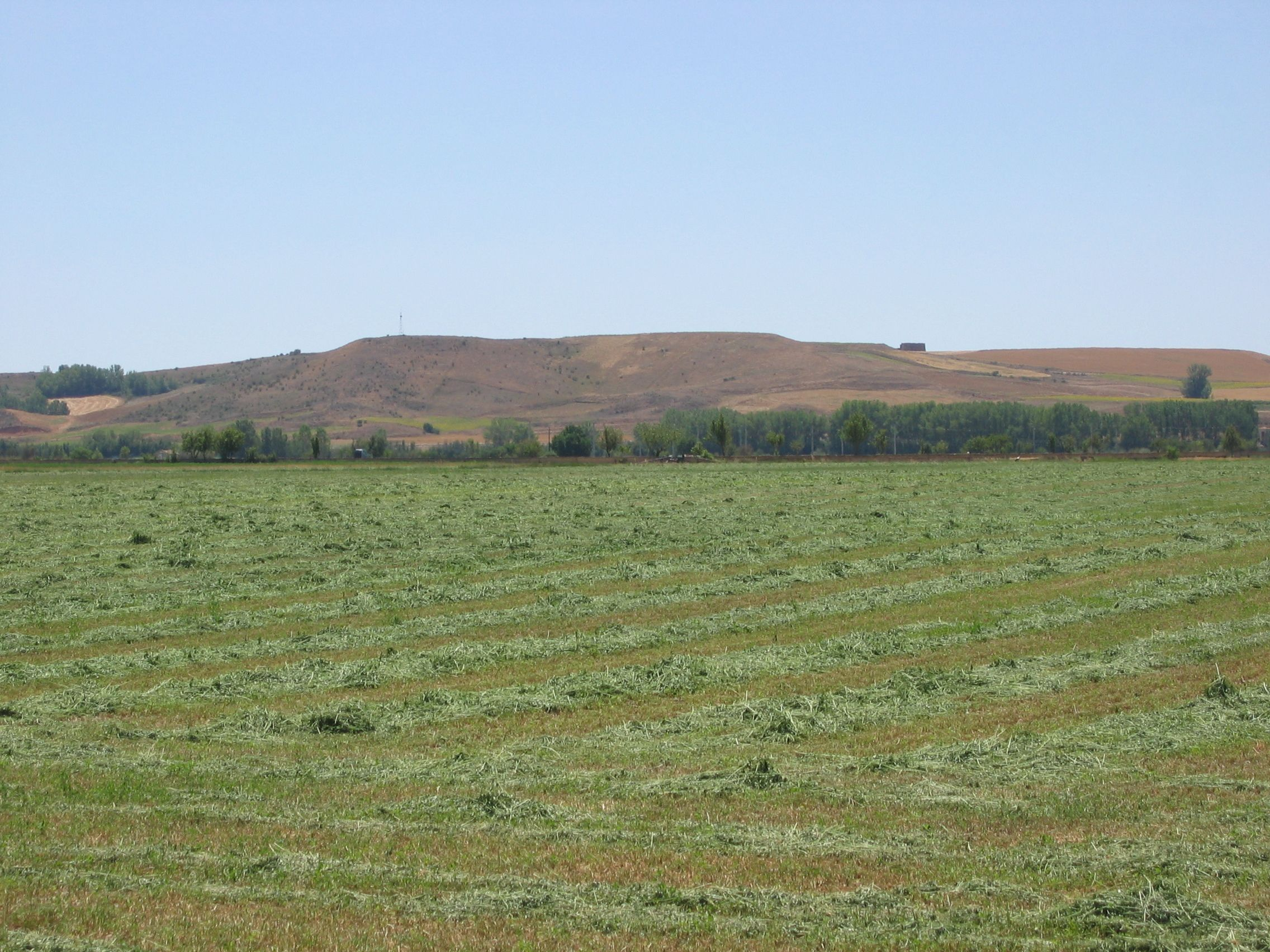
Vista del cerro en el que se ubica el oppidum de Dessobriga, cerca de Osorno.

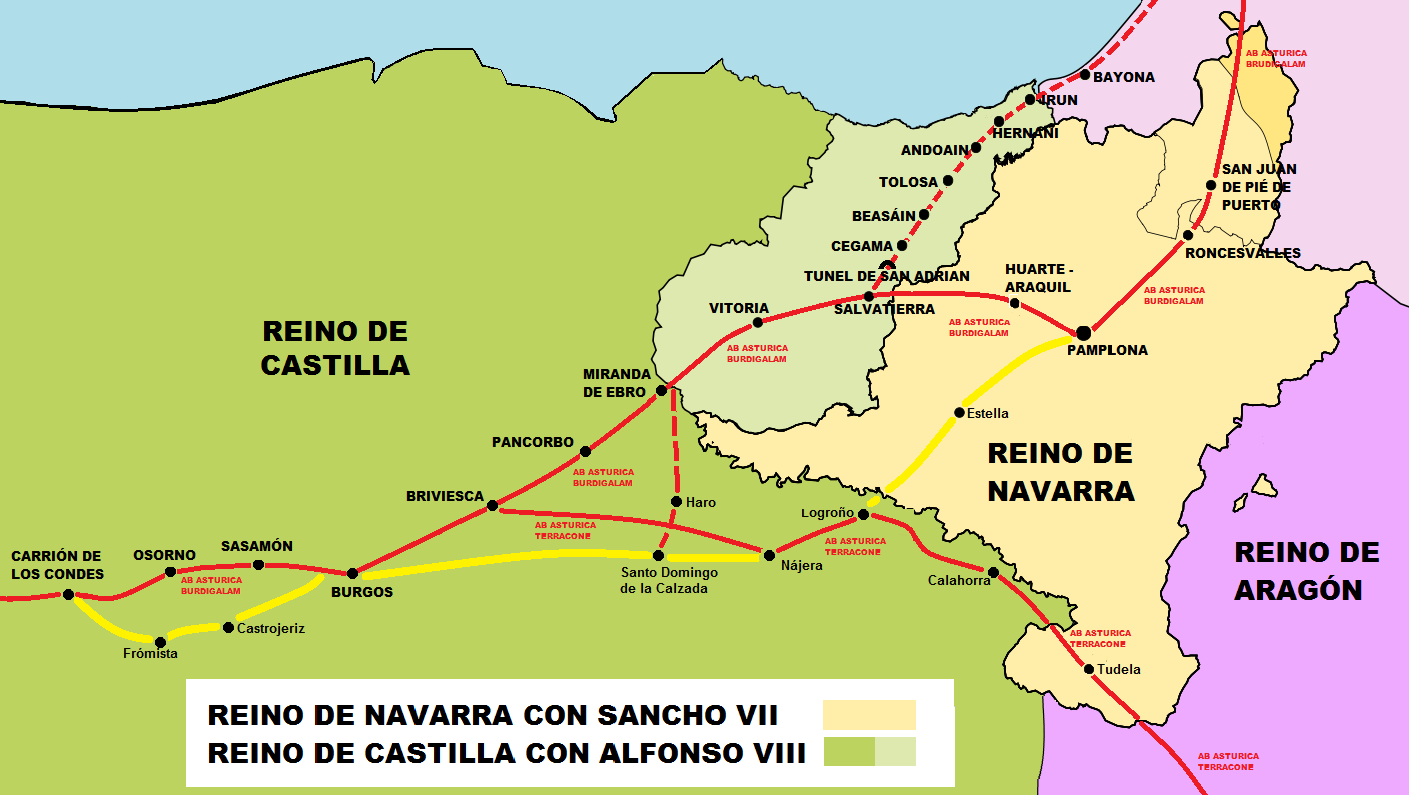
Reinos de Navarra Y Castilla año 1200. Caminos a Santiago-Calzadas romanas

Hay dos grandes focos que permiten ubicar los orígenes de la villa. Por un lado, el Dolmen de la Velilla, cuyas excavaciones ha permitido documentar vestigios, posiblemente mesolíticos, de establecimiento humano en la zona.
Por otro lado, gracias tanto a las excavaciones efectuadas durante la construcción de la Autovía de Burgos a León, como por las prospecciones llevadas a cabo a finales del 2013 se ha podido identificar el yacimiento situado en las proximidades de Osorno, a caballo entre las provincias de Palencia y Burgos (cerca de la localidad de Melgar de Fernamental) y cuyo límite atraviesa el enclave de norte a sur. Ubicado en el altozano de Las Cuestas (Mina y Cenizales). 
Conocido desde antiguo, hasta entonces, sin método de excavación racional asociado, habían ido apareciendo a lo largo de los años restos inconexos que indicaban la posibilidad de poder atribuir el yacimiento a un antiguo establecimiento romano de carácter básicamente militar, sobre un oppida probablemente Vacceo sin descartar que fuera turmogo. Algunos aficionados a la historia de la localidad venían atribuyendo el nombre latino de Dessobriga a dicho emplazamiento.
Entre junio y septiembre de 2001, previo a la construcción de la autovía del Camino de Santiago, se llevaron a cabo labores arqueológicas en una superficie de 5000 metros cuadrados. Los resultados de las excavaciones realizadas quedaron recogidos en la exposición del Museo Arqueológico de Palencia Arqueología en la obra pública: la autovía del Camino de Santiago, A-231, León-Burgos. Estos descubrimientos resultaron interesantes para conocer la ocupación de la Primera Edad del Hierro, ya que se reconoció en planta una amplia superficie del poblado. En total se exhumaron 19 cabañas circulares, la mayoría de ellas articuladas en torno a tres calles de entre dos y cuatro metros de ancho, una de ellas con un empedrado de pequeños cantos de cuarcita, en una incipiente ordenación urbanística. Las cabañas exhumadas se articulan en torno a estos ejes abriendo sus puertas a los mismos.
Además se halló una zona dedicada a actividades artesanales relacionadas con un horno. Desde el punto de vista cultural, este poblado se inscribe dentro del momento de plenitud del horizonte Soto de Medinilla, datándose a partir de la arquitectura doméstica, del material cerámico y de las diversas dataciones absolutas realizadas entre el siglo VIII y el siglo V a. C.
En algunas zonas de la actuación se atestiguó por encima de los niveles del Hierro I algunos restos pertenecientes a la época celtibérica. En cuanto a la ocupación de época romana, solo aparece representada por algunos fragmentos cerámicos recuperados en los niveles superficiales, los cuales deben proceder de la parte alta del páramo, lugar donde se asienta la antigua ciudad.
En esta zona abunda la terra sigillata y quedan restos de una calzada, que han permitido encuadrar su poblamiento pleno desde la segunda mitad del siglo I d. C. hasta la época medieval, perdurando sin interrupción durante todo el período romano como atestiguan los fragmentos de sigillata tardíos. También se han localizado, respecto al numerario augusteo, 5 ases (cecas Bílbilis, Calagurris, Celsa y Turiaso) y un denario (ceca Lugdunum, 2 a. C./14 d. C.). 
Dessobriga fue una Mansio de la calzada romana XXXIV o Ab Asturica Burdigalam (Astorga-Burdeos) que durante la Edad Media, se le llamó Vía Aquitania, en referencia a la ruta de peregrinos que llegaban desde Francia por la región de Aquitania, origen del Camino Francés y que hoy en día se está recuperando como Camino a Santiago Vía Aquitania.
"La villa aparece citada por primera vez en el año 962 en la documentación del Monasterio de Sahagún y, más adelante, en 1166, en una donación de Alfonso VIII a Tello Gutiérrez. En el Becerro de los Beneficios se la nombra como "Osorno Formiguero", figurando como lugar de condominio de la Orden de los Hospitalarios"
La villa tuvo cierta importancia también durante la Edad Media, fruto sin duda de su localización espacial, y en la Edad Moderna. Lleva asociado a su nombre un condado, con grandeza de España, en manos actualmente de la familia Alba. El condado de Osorno es un título nobiliario español de carácter hereditario que fue concedido el 31 de agosto de 1445 por Juan II de Castilla a Gabriel Fernández Manrique, I duque de Galisteo (1451), hijo de Garci Fernández Manrique, I conde de Castañeda. El título goza de Grandeza de España desde 1905. Con la muerte sin sucesión en 1675 de Ana Apolonia Manrique de Luna, VIII condesa, el título recayó en su sobrino Antonio Álvarez de Toledo y Enríquez de Ribera, Duque de Alba, que sigue ostentando dicha dignidad en la actualidad. El XXII y actual conde de Osorno desde 2016 es Carlos Fitz-James Stuart y Solís.
En la actualidad, el edificio del ayuntamiento y algunos elementos enclavados en la iglesia parroquial, como la pila bautismal de arte románico o el retablo rococó, dan fe de algún pasado de interés artístico o histórico.
En 1973 Osorno, Santillana de Campos, Las Cabañas de Castilla y Villadiezma se fusionan para formar el municipio conocido como Osorno la Mayor, con capital en Osorno.

## Geografía humana

### Demografía
| Gráfica de evolución demográfica de Osorno entre 1842 y 1970 |
| |
| Población de derecho según los censos de población del INE Población de hecho según los censos de población del INEEntre el censo de 1981 y el anterior, este municipio desaparece porque se agrupa en el municipio 34901 (Osorno la Mayor) |

Cuenta con una población de 1190 habitantes (INE 2024).
| Gráfica de evolución demográfica de Osorno la Mayor entre 1981 y 2021 |
| |
| Población de derecho según los censos de población del INE Población de hecho según los censos de población del INEEntre el censo de 1981 y el anterior, aparece este municipio porque se fusionan los municipios 34040 (Cabañas de Castlla), 34117 (Osorno), 34173 (Santillana de Campos) y 34207 (Villadiezma) |

### Economía
Su economía se basa en la agricultura, fundamentalmente cerealista, aunque en retroceso, la construcción, la industria relacionada con las obras públicas y los servicios, en auge gracias al paso de la autovía Burgos-León y la Palencia-Santander y el ferrocarril del mismo trazado. El polígono industrial es otro de sus motores económicos.

## Patrimonio

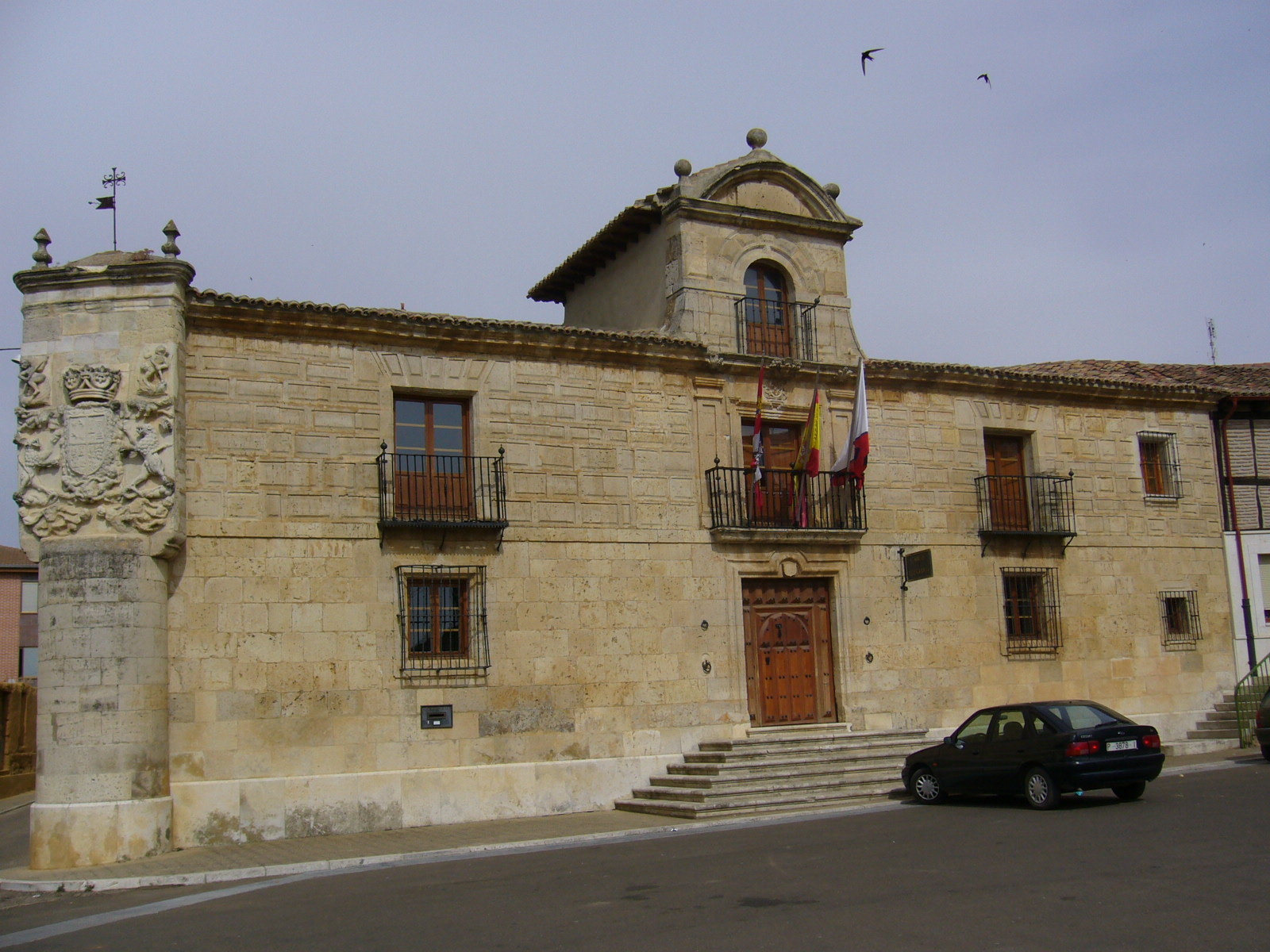
Casa consistorial de Osorno la Mayor, sede del Ayuntamiento del municipio.

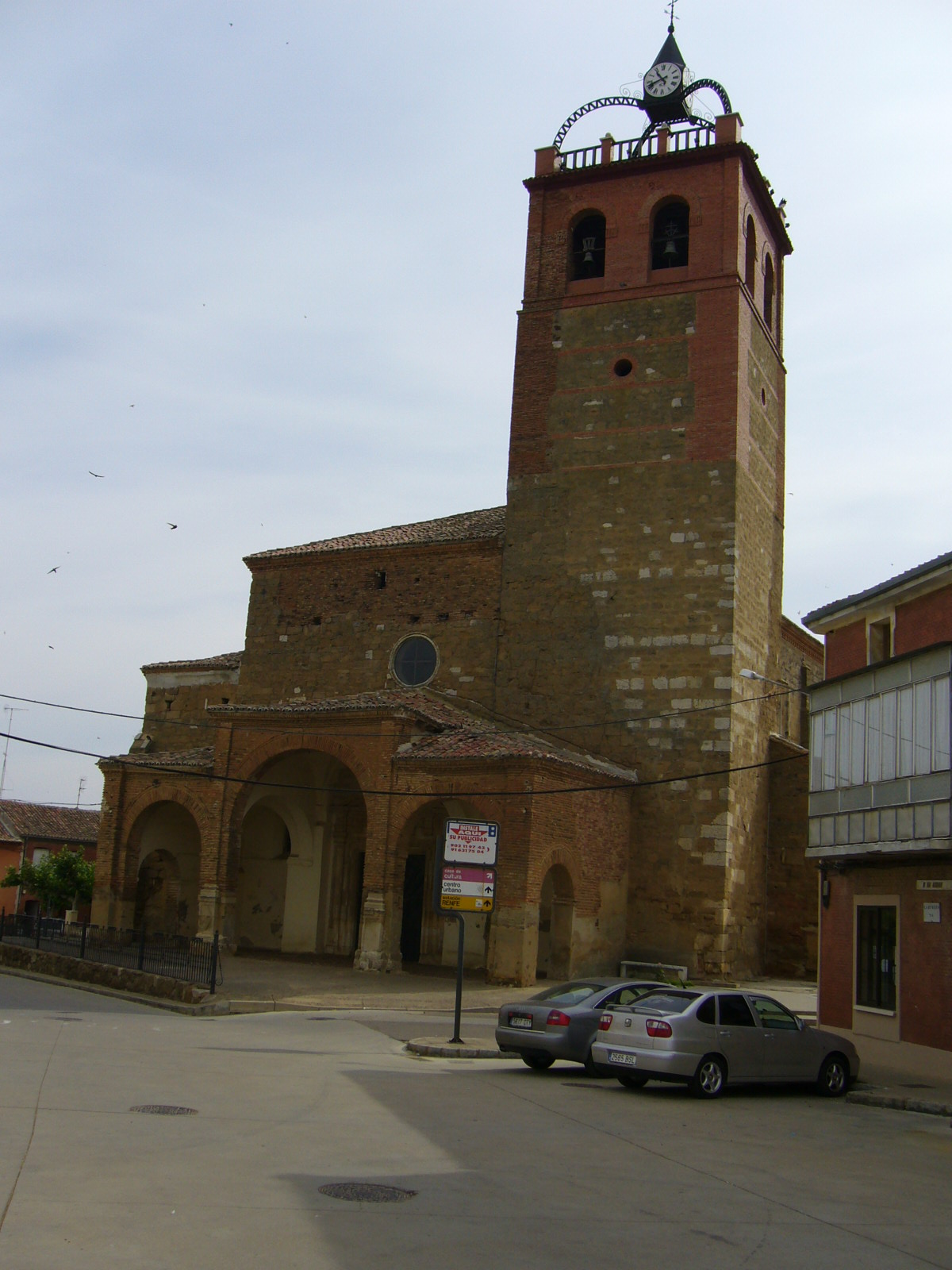
Iglesia de Nª Señora de la Asunción.

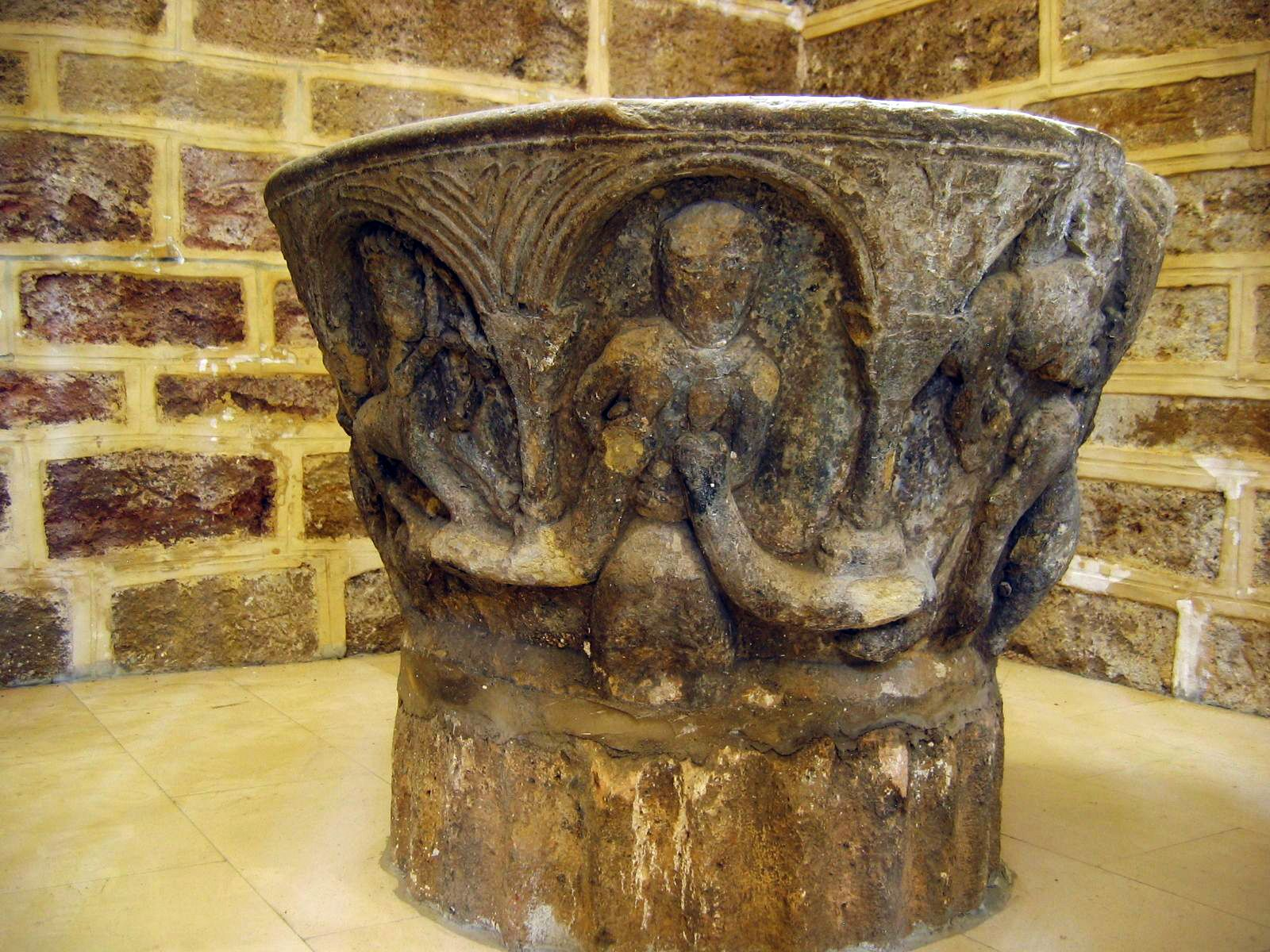
Pila tardorrománica en la iglesia de Nuestra Señora de la Asunción compuestas de varias escenas, entre ellas una sirena con dos serpientes succionando sus pechos, símbolo de la lujuria.

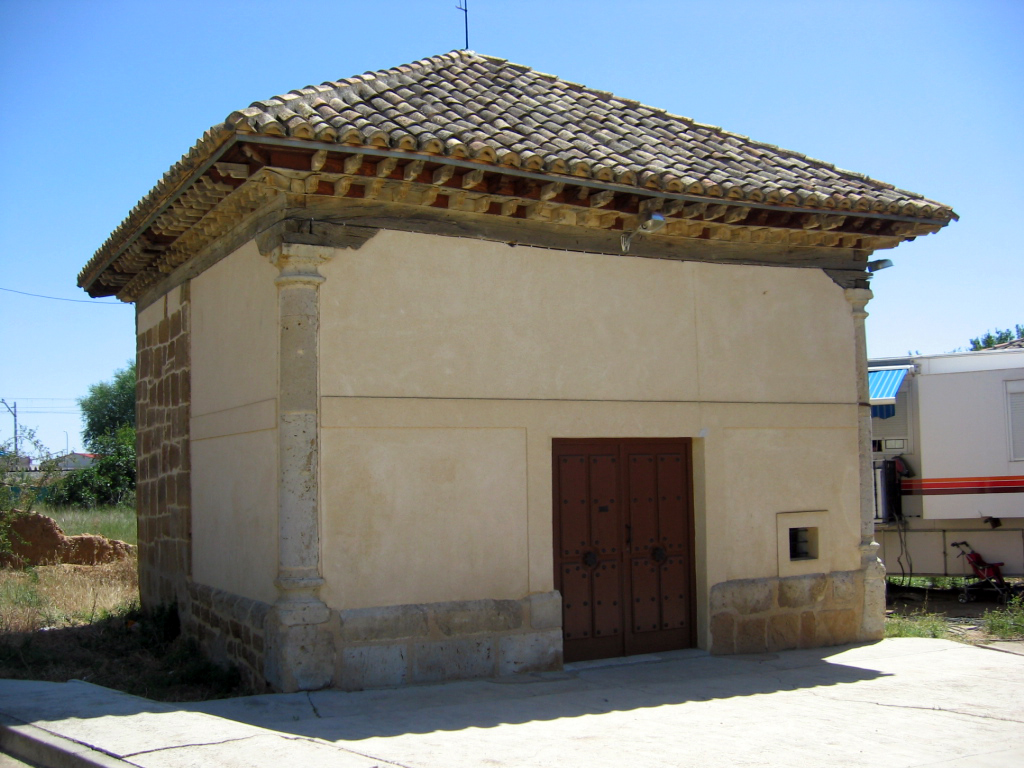
Ermita mudéjar de La Piedad.

- Yacimiento de Dessobriga: Importante yacimiento de más de 24 hectáreas de extensión y que cubre una cronología que va desde la primera y segunda Edad del Hierro, hasta finales de imperio Romano. Las últimas prospecciones hablan de importantes sistemas defensivos de época prerromana, así como de trazas de urbanismo y edificios públicos que articulan la presencia de una ciudad romana de notable importancia.
- Ayuntamiento: Palacio Blasonado del siglo XVII.
- Iglesia parroquial de la Asunción: De origen románico, la fábrica actual es del siglo XV. Altar mayor rococó, con buenas tallas del siglo XVI de la escuela de Felipe Bigarny. Se conserva además una pila bautismal románica, colocada sobre la que parece un tambor de columna antiguo. Se trata de una pila labrada con arquillos de medio punto y enjutas decoradas de hojas y billetes. Mide 110 cm de diámetro y 83 de altura. Los temas desenvueltos son el de Sansón y el león y el de Daniel en el foso de los leones. Se completa con monstruos fantásticos y el centauro con su arco dispuesto, figura que ya aparecía en la pila de Guardo. Es bastante tosca de ejecución y su cronología precisa es difícil determinarla.
- Ermita de la Piedad: ermita mudéjar en la que destaca su artesonado mudéjar del siglo XVI.
- Yacimiento del Dolmen de la Velilla: megalito funerario, con enterramientos colectivos.
- Puente sobre el Río Valdavia: en 1583 el maestro cantero cántabro Juan de la Cuesta trabaja junto con Hernando del Río en las obras del puente sobre el río Valdavia, continuándolas en 1592, a partir de ese punto el río puede denominarse también como Abánades.
- Acueducto de Abánades  (o puente del Rey): Obra de mampostería del siglo XVIII que salva el Canal de Castilla a su paso por el río Valdavia. Se encuentra a mitad de camino entre Osorno y Melgar de Fernamental.
- Ermita de San Carlos: Ruinas ubicadas en Abanades, junto al Canal de Castilla, y junto al propio Río Vadavia, Sirvió de refugio de los archivos parroquiales de Osorno, durante la Francesada.
- Ermita de San Pantaleón: Ubicada en la antigua carretera N-120, pasado el puente del Río Valdavia.
- Ermita de Ronte: Ubicada junto al Río Boedo, santuario de la patrona del pueblo.
- Camino Lebaniego Castellano[10]
- Camino de Santiago Vía Aquitania.[11]

## Cultura

### Festividades
Las Festividades más destacadas son:
- Romería de la Virgen de Ronte (El lunes de Pentecostés, a los 50 días del Domingo de Resurrección).
- Romería de San Pantaleón (27 de julio), donde se come Pan, Queso y huevos duros, que repartía la cofradía de la Santa Vera Cruz.
- Ferias y fiestas de San Miguel de los Santos, (se celebran en el fin de semana correspondiente al primer viernes de julio).

Destaca también su Semana Santa, una de las más llamativas de la provincia, organizada por la Cofradía de la Santa Vera Cruz.
- También son muy animadas las fiestas de agosto (no oficiales) dedicadas a turistas y emigrantes, entre ellas una segunda Romería a la ermita de N.ª Sra. de Ronte.
- Romería de Abánades: existía la costumbre de reunirse el día 18 de julio, los vecinos de Osorno y Melgar de Fernamental, para comer y merendar, junto al Puente del Rey, (Canal de Castilla) en Abánades.

## Curiosidades
- La ciudad chilena de Osorno recibe su nombre en honor al conde de Osorno (la Mayor), abuelo del fundador de esa ciudad (García Hurtado de Mendoza).